# Cristian Domizzi
Cristian Eduardo Domizzi (Rosario, Provincia de Santa Fe, Argentina; 9 de julio de 1969) es un exfutbolista y actual director técnico argentino que jugaba como mediocampista por izquierda. Actualmente es Director Deportivo de Águila de la Primera División de El Salvador.

## Trayectoria

### Como jugador
Nació un 9 de julio de 1969 en la ciudad argentina de Rosario, desde chico mostró aptitudes para el fútbol y surgió de las inferiores de Centra Córdoba de Rosario, antes de llegar a México militó en Newell's Old Boys.
Para la temporada 92-93 jugó en Atlas Fútbol Club, y en esa misma temporada en la Primera División de México demostró su instinto de gol al anotar 17 goles en 29 partidos disputados, aunque por su fuerte temperamento fue expulsado en tres ocasiones.
Permaneció un par de temporadas más con los rojinegros, temporada 94-95 donde disputó 63 encuentros y anotó 23 goles, sus números finales con los zorros quedarían en 92 partidos jugados y 40 goles anotados.
Para la temporada 95-96 volvió a su natal Argentina para jugar en Independiente donde logró destacar con goles, ganando la Supercopa Sudamericana 1995 contra el Flamengo, donde Domizzi marcó el segundo gol en cancha de Independiente para luego coronarse el título en el Maracaná por un global de 2-1, hazaña que Independiente lograría 22 años después contra el mismo rival y en el mismo estadio en la final de la Copa Sudamericana 2017.
En la edición de la Supercopa Sudamericana 1995 también le había convertido un gol al Santos Futebol Clube en el Estadio Vila Belmiro por los Octavos de final, encuentro que terminaría 2 a 2 en el global y pasaría a los cuartos de final Independiente 3-2 en los penales.
Luego volvió a México y jugaría en Pumas de la UNAM.
En el torneo invierno de 1996 fue su debut con los Pumas disputando 17 partidos y anotando 8 goles, a pesar del mal torneo del equipo, el Pájaro sobresalió y comenzó a tomar un segundo aire en su carrera como futbolista en México, el verano de 1997 sin duda fue el mejor torneo de Domizzi con los Pumas al disputar 11 partidos, todos como titular y anotar 11 goles, es entonces que en la fecha 11 de dicho torneo y curiosamente en un partido vs Atlas, salió lesionado, los felinos ganarían ese duelo por 1-0 con un tanto suyo ante su exequipo, pero desafortunadamente ya no pudo recuperarse en ese mismo torneo de su lesión y se perdió los seis juegos restantes de liga, más dos partidos más en la liguilla, donde Pumas quedaría eliminado por el Toros Neza, si no hubiera sido por esa lesión, el argentino quizá hubiera terminado campeón de goleo individual, ya que marchaba entre los tres primeros lugares hasta ese desafortunado hecho.
El Pájaro permaneció un par de torneos más con los Pumas, el Invierno 97 donde apenas logró jugar 13 minutos del primer partido de esa temporada ante Necaxa y se volvió a resentir de su antigua lesión, misma que lo deja fuera de acción por 8 partidos más, volviendo a vestir la camiseta auriazul hasta la jornada 10, en un partido en CU, ante Cruz Azul, Domizzi regresaría anotando un gol en ese duelo, en ese Invierno 97 disputó 9 partidos y anotó 3 goles.
En verano de 1998 sería el último torneo de Cristian con Pumas, disputó 8 partidos y anotó un gol. Sus números finales con Pumas quedarían en 45 partidos disputados y 23 goles anotados.
Esa misma temporada El Pájaro se convierte en el nuevo jugador de Rayados de Monterrey, disputó 16 partidos y marcó 3 goles.
Domizzi regresaría a Argentina para jugar en cuatro equipos más antes de retirarse de las canchas, Unión de Santa Fe, Independiente, Lanús y Newells Old Boys, vieron el fin de un gran delantero.

#### Fecha histórica
En los primeros años de los ´90, Newell's continuó con la era gloriosa inaugurada en el año ´88, con el título del equipo comandado por José Yudica. En 1990 asume la dirección técnica Marcelo Bielsa, que en apenas dos años consiguió los dos campeonatos para Newell's. Además de las dos finales del torneo más importante de América, la Libertadores, justamente con ellos dos sentados en el banco de suplentes, con Yudica en 1988 y Bielsa en 1992.
Lo cierto es que corría el año 1992, y el equipo dirigido por Marcelo Bielsa participaba al mismo tiempo de la Copa Libertadores y del torneo local. El trajín por las dos competencias se hacía sentir en el plantel, con complicaciones para los jugadores y el técnico. debían jugar la Copa en la semana y el domingo el Clausura '92, sin embargo, esto no impedía para que todos apunten al objetivo principal: los dos títulos. El calendario indicaba un panorama muy exigente: el martes 3 de marzo, por la 2.ª fecha de la Libertadores, Newell's enfrentaba a Coquimbo Unido en el Parque; el 6 de marzo, frente al Colo Colo por la 3.ª fecha de la Copa; el domingo 8 de marzo, también en el Coloso del Parque, se jugaba el clásico ante Rosario Central el partido correspondiente a la 3.ª jornada del Clausura. Finalmente, el 9 de marzo, es decir el día siguiente, el equipo viajaba a Chile para enfrentar a la Universidad Católica.

#### La fecha del "día del padre"
En el año 1992, el Newells dirigido por Marcelo Bielsa participaba en la Copa Libertadores de América. El 9 de marzo jugaba en Chile contra Club Deportivo Universidad Católica, y el día anterior en Rosario contra su clásico rival por el Torneo Clausura 1992. Esto significaba que Newell's Old Boys debía jugar 2 partidos en menos de 24 horas y en distintos países. Los dirigentes leprosos pidieron la postergación del clásico a Central, pero dicho club rechazó el pedido.
El cuerpo técnico analizó la situación con los máximos referentes del plantel para decidir con qué jugadores enfrentar los partidos del domingo 8 y del lunes 9. Se decidió que al clásico lo jugarían un equipo de juveniles de reserva junto a tres titulares: Juan José Rossi, Juan Manuel Llop y Cristian Domizzi. Dos de ellos participaron de ambos cotejos claves para el club, realizando un gran esfuerzo físico y mental.
Llegó el día en el que se jugaba el Clásico rosarino y el estadio del Parque estaba colmado. Tras un centro al primer palo de Rossi, un cabezazo de Domizzi marcaría el 1 a 0 a favor de Newell's Old Boys, resultado que se mantuvo hasta el final del partido. Es por eso que aquel 8 de marzo, -con la victoria de Newell's Old Boys frente a Rosario Central con la reserva del club- se celebra el "Día del Padre Leproso".

### Como entrenador
Inició su carrera como entrenador en Luján de Cuyo, luego dirigió a Sportivo Belgrano durante dos temporadas: en la primera perdió el ascenso al Torneo Argentino A por una suspensión al equipo debido a incidentes, donde el "Pájaro" fue suspendido por un año sin entrar a las canchas, a pesar de esto, los dirigentes de Sportivo Belgrano decidieron que siga en el cargo y que no ingrese a dirigir al campo de juego, si no desde afuera.
En esa temporada el Club logró el ascenso por medio de la promoción, y Domizzi siguió en el cargo disputando el Torneo Argentino A hasta que tuvo que renunciar por malos resultados. Asumió como nuevo director técnico del Club Deportivo y Social Guaymallen.
Con solo un torneo de participación al frente del equipo mendocino, logró clasificar por primera vez al tricolor a la segunda rueda del Torneo Argentino B.
Mientras se disputaba el Torneo Argentino B 2010-2011, "el pájaro" recibió una oferta del club Alumni de Villa María y más tarde de Huracán de Tres Arroyos, pero el DT no aceptó la propuesta por respeto a sus jugadores, a los hinchas y al club italiano.
En 2011-2012, Domizzi asumía como director técnico de Estudiantes de Río Cuarto, que militaba en el Torneo Argentino B. Sin embargo los malos resultados lo harían alejarse para así encargarse a final de temporada 2012/13 de San Martín de Mendoza. Desde 2015 a 2016 fue entrenador de Ben Hur de Rafaela.
En 2016 dirigió a Sarmiento de la Banda del Federal B, pero faltando algunas fechas para la finalización de la primera fase dejaría el club por regulares actuaciones.
En 2017 se convierte en el nuevo director técnico de San Lorenzo de Alem del Torneo Federal A.
Para el final de la primera fase de dicho torneo, Domizzi deja la dirección técnica de club "ocotero" luego de un esfuerzo por clasificar para el primer ascenso. Los últimos partidos no habrían sido los esperados, pero el club terminó bien posicionado, clasificado a la Copa Argentina y para disputar la reválida por el segundo ascenso.
Solo una semana después de desvincularse con el equipo de Catamarca, firma con el Club Villa Mitre del Torneo Federal A, equipo que jugará la zona campeonato por el primer ascenso de dicho torneo.

## Clubes

### Como jugador
| Club                       | País      | Año       |
| -------------------------- | --------- | --------- |
| Central Córdoba de Rosario | Argentina | 1987-1990 |
| Newell's Old Boys          | Argentina | 1991-1992 |
| Atlas                      | México    | 1992-1995 |
| Independiente              | Argentina | 1995-1996 |
| Pumas                      | México    | 1996-1998 |
| Monterrey                  | México    | 1998      |
| Unión de Santa Fe          | Argentina | 1999-2000 |
| Independiente              | Argentina | 2000-2001 |
| Lanús                      | Argentina | 2001-2002 |
| Newell's Old Boys          | Argentina | 2002-2003 |

### Como entrenador
| Club                        | País        | Año       |
| --------------------------- | ----------- | --------- |
| Luján de Cuyo               | Argentina   | 2007      |
| Sportivo Belgrano           | Argentina   | 2007-2009 |
| Deportivo Guaymallén        | Argentina   | 2010      |
| Estudiantes de Río Cuarto   | Argentina   | 2011-2012 |
| Deportivo Madryn            | Argentina   | 2012-2013 |
| San Martín de Mendoza       | Argentina   | 2013      |
| Ben Hur de Rafaela          | Argentina   | 2015-2016 |
| Sarmiento de La Banda       | Argentina   | 2016      |
| San Lorenzo de Alem         | Argentina   | 2017      |
| Villa Mitre de Bahía Blanca | Argentina   | 2018      |
| Sportivo Belgrano           | Argentina   | 2018-2019 |
| Atlético Marte              | El Salvador | 2020-2021 |
| Águila                      | El Salvador | 2021      |

## Palmarés

### Como jugador

#### Campeonatos nacionales
| Título           | Club              | País      | Año    |
| ---------------- | ----------------- | --------- | ------ |
| Primera División | Newell's Old Boys | Argentina | 1991   |
| Primera División | Newell's Old Boys | Argentina | C-1992 |

#### Copas internacionales
| Título                 | Club          | Sede   | Año  |
| ---------------------- | ------------- | ------ | ---- |
| Supercopa Sudamericana | Independiente | Brasil | 1995 |

### Como entrenador
| Título                 | Club              | País      | Año  |
| ---------------------- | ----------------- | --------- | ---- |
| Ascenso al Argentino A | Sportivo Belgrano | Argentina | 2009 |